# Левски Спартак
Левски Спартак е спортно дружество, образувано на 22 януари 1969 г. след сливането на софийските клубове Левски, Спартак и Спортист. Под това име дружеството просъществува до 1992 г.
Развива всички видове олимпийски спортове под патронажа на Министерството на вътрешните работи и Министерството на съобщенията.
Футболният клуб играе под това име до 17 юли 1985 г., когато с решение на ЦК на БКП е разформирован.
Единствените клубове които носят името „Левски-Спартак“ след 1992 г., са женският баскетболен отбор и тенис-клубът.

## Успехи (Футбол)

### Шампион на България
1970,  1974,  1977,  1979,  1984,  1985

### Сребърен медалист
1969, 1971, 1972, 1975, 1976, 1981, 1982, 1983

### Бронзов медалист
1978, 1980

## Успехи (Баскетбол)

### Шампион на България
1978,  1979, 1981, 1982, 1986

### Сребърен медалист
1969, 1970, 1971,  1974, 1975,  1977, 1980, 1983,  1984,  1985, 1987, 1988, 1992

### Бронзов медалист
1972, 1989

## Успехи (Баскетбол - жени)

### Носител на КЕШ
1984

### Носител на КнК Лиляна Ронкети
1978,1979

### финалист
1975